# Społeczeństwo postpiśmienne

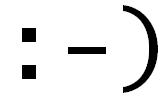
Przykład emotikonu. Emotikony zastępują w przekazie elektronicznym werbalne wyrażanie uczuć

Społeczeństwo postpiśmienne – termin oznaczający hipotetyczne społeczeństwo, którego zaawansowanie technologiczne doprowadziło do sytuacji, w której umiejętność czytania i pisania nie jest potrzebna i nie jest wykorzystywana na szeroką skalę. Określenie to zostało wprowadzone po raz pierwszy w roku 1962 przez Marshalla McLuhana w książce Galaktyka Gutenberga. Społeczeństwo takie miałoby być zdominowane przez nowoczesne formy przekazu informacji (telegraf, telefon, radio, telewizja, Internet i tym podobne), zastępujące tradycyjne książki.
Według McLuhana społeczeństwo takie, pomimo rozwiniętej technologii, wieloma swymi zachowaniami przypominałoby społeczeństwa sprzed okresu rozpowszechnionej umiejętności pisania, kiedy to informację przekazywano za pomocą sztuki, tańca czy muzyki. W erze postpiśmiennej informacja byłaby przekazywana za pomocą dźwięku (muzyka, podcasty, audycje radiowe), obrazów (zdjęcia, emotikony, infografiki) oraz obrazów ruchomych (telewizja, filmy, portale streamingowe, gify, gry wideo, rozszerzona rzeczywistość).
Druk wynaleziony przez Gutenberga zdominował metody przekazywania informacji, ale też zwiększył podział społeczeństwa, w którym coraz większą wagę zaczęła odgrywać umiejętność czytania oraz pisania. Pomimo cenzury prowadzonej przez instytucje takie jak Kościół, zwiększyło to ilość i różnorodność powszechnie dostępnej wiedzy. Dziś piśmienność jest uważana za cechę świadczącą o nowoczesnym społeczeństwie, a samo pismo przez wiele ostatnich lat dominowało kulturę zachodnią.
Aktualnie jednak mówi się, że za sprawą nowoczesnych technologii wkraczamy w erę postpiśmienną, zdominowaną przez wynalazki takie jak radio, telewizję czy Internet. Szczególny wpływ na taki rozwój sytuacji mają media społecznościowe, w których niezwykle popularne jest wyrażanie emocji za pośrednictwem emotikon oraz systemów polubień i reakcji, a także panuje trend skracania przekazywanych informacji tekstowych do minimum. Za przykład może stanowić portal Twitter, na którym długość pojedynczego posta ograniczona jest do 280 znaków. Jak określił to Tony Schwartz, uczeń McLuhana „Staliśmy się społeczeństwem postpiśmiennym. Media elektroniczne zastąpiły słowo pisane i stały się głównym środkiem komunikacji niewerbalnej”.